# Сиполниекс, Петерис
Петерис Петрович Си́полниекс (латыш. Pēteris Sīpolnieks; 1 июня (14 июня) 1913, Якобштадт, Российская империя; ныне Екабпилс, Латвия — 1 марта 1984, Рига, Латвийская ССР, ныне Латвия) — латышский органист и педагог. Заслуженный артист Латвийской ССР (1967).

## Биография
В 1945 году окончил Латвийскую консерваторию по классу Николая Ванадзиня (орган). С 1947 года — директор Музыкального училища имени Язепа Медыньша в Риге, с 1949 года — заместитель директора, а в 1958—1962 годах — директор Музыкальной школы имени Эмиля Дарзиня. В 1960 году организовал симфонический оркестр учащихся музыкальных школ Риги. С 1962 года — солист Латвийской филармонии. Гастролировал по СССР (Москва, Ленинград, Вильнюс, Таллин, Минск, Тбилиси, Ереван, Баку, Ташкент) и за рубежом. Пропагандировал органную музыку советских и латышских композиторов. Член КПСС с 1963 года.

## Награды и звания
- 1956 — Медаль «За трудовое отличие»[1]
- 1967 — Заслуженный артист Латвийской ССР